# عوامل مساهمة في الرخاء
الرخاء موضوعٌ يُدرس كثيرًا في علم النفس وخاصة علم النفس الإيجابي. وتشمل المواضيع ذات الصلة به: الرفاه والسعادة والازدهار وجودة الحياة والرضا والحياة ذات المعنى.

## نظريات
النظريات الأساسية هي نموذج دينر ثلاثي الجوانب للرخاء الموضوعي ونموذج ريف ذو العوامل الستة للرخاء النفسي وأعمال كوري كيز فيما يخص الازدهار ومساهمات سيلجمان لعلم النفس الإيجابي ونظرياته حول السعادة الحقيقية وبّي إي أر أم إيه (اختصارات لخمسة عوامل للرخاء الإنساني هي المشاعر الإيجابية والانشغال والعلاقات والمعنى والإنجاز).
يهتم علم النفس الإيجابي بالرفاه أو الحياة الجيدة أو الازدهار، أي العيش وفق ما يحقق أعظم قيمة في الحياة، والعوامل الأكثر إسهامًا في رخاء العيش والحياة المُرضية. في الوقت الذي لا يوجد فيه تعريف دقيق للحياة الجيدة، يوافق علم النفس الإيجابي أنه يجب على الفرد أن يعيش حيادة سعيدة ومشغولة وذات معنى كي يختبر الحياة الجيدة. يعرّف مارتن سيلغمان الحياة الجيدة بأنها تشبه استخدامك لقوى خِتمك كل يوم للحصول على سعادة حقيقية وامتنان كبير. بحسب كريستوفر بيترسون فإن الرفاه يتغلّب على المتعة.
تغطي الأبحاث حول علم النفس الإيجابي والسعادة والرفاه والرخاء ونظريات دينير وروف وكيز وسيلغمان مجالًا واسعًا من المستويات والمواضيع تتضمن الأبعاد البيولوجية والشخصية والعقلانية والمؤسساتية والثقافية والعالمية للحياة.
ينبئ السعي وراء السعادة بالمشاعر الإيجابية وقلة الأعراض الاكتئابية. الناس الذين يعطون أولويةً للسعادة يكونون أكثر قدرةً نفسيًا، وكل ما عدا ذلك متماثل.

## منهجية الدراسة

### مقاييس الرخاء
تظهر الطرق المختلفة لقياس الرخاء وجود عوامل مساهمة مختلفة. التلازم بين الرضا عن الحياة والسعادة في استبيان القِيم العالمي (1981 - 2005) هو 0.47 فقط. رغم أن هذين المفهومين مختلفان، إلا أنهما ذوا صلة ببعضهما البعض ويمكن استخدامهما بشكلٍ متبادلٍ خارج المجال الأكاديمي. يقاس الرضا عن الحياة نموذجيًا بسلم كانتريل المعتمد على الذات وهو استبيان يُقيّم فيه الرخاء على مقياس من واحد لعشرة. تقاس السعادة أو الرخاء المؤثِر بجدول التأثير الإيجابي والسلبي وهو مقياس أكثر تعقيدًا.

### نواقص
امتثلت وزارة الصحة البريطانية لورقة حقائق في 2014 يعلن فيها أن النواقص الرئيسية في أبحاث الرخاء وجودة حياة الفرد ورضاه عنها هي:
يوجد العديد من الارتباطات والتلازمات في الأدلة، لكن فقط القليل من العلاقاتٌ السببيةٌ، بما أن مجموعات البيانات الطولانية الموجودة لا تستخدم الرخاء المستمر ومقاييس التنبؤ في نقاط زمنية مختلفة.
- بعد التحكم بالحالة العقلية الصحية، لا يبقى الكثير من الارتباطات المكتشفة مهمًا.
- تحليل تحت المجموعات نادر
- يوجد عدد القليل من الدراسات التي تجري تحليلًا بعديًا
- يوجد عدد قليل من الدراسات التداخلية.

## العوامل الرئيسية

### بالنسبة للرخاء المُقدَّر (الرضا عن الحياة)
الصحة العقلية هي أهم متنبِئ مستقل برضا الفرد عن حياته. يرتبط المرض العقلي بقلة الرخاء. في الحقيقة، الصحة العقلية هي أقوى مُحدِّد لجودة الحياة في المراحل المتأخرة من العمر.
وثّقت الدراسات العلاقة بيت القلق وجودة الحياة.
يظهر تحليل VOXEU للسعادة أن المحدِّدات الأساسية لرضا الفرد البالغ عن حياته هي: الدخل والأبوّة والانفصالات العائلية والصحة العقلية للأم والتعليم. تُشكّل العوامل التي تفسّر الرضا عن الحياة خريطة مع العوامل التي تفسّر التعاسة. إنها تشخص بصورةٍ أساسيةٍ الاكتئاب/ القلق ما يفسّر ضُعف ما يفسره العامل التالي وهو الصحة الجسدية (عدد الحالات الطبية) والذي يفسّر نفس التنوع في الرخاء الموضوعي بين الناس كالدخل ووجود شريك. تحسب هذه العوامل ضعف ما يحسبه فيما إذا كان الشخص موظفًا وفيما إذا كان غير مجرم والتي تعتبر بدورها أكثر أهمية من سنوات التعليم بثلاثة أضعاف.
أفضل متنبِئ برضى الفرد البالغ عن حياته بصورةٍ عامةٍ هو صحته العاطفية عندما كان طفلًا بحسب ما قاله كلا الأم والطفل عن طبيعة العلاقة بينهما. إنها أهم من عوامل مثل المؤهلات التي يحصل عليها الفرد وسلوكه بعمر 16 سنة كما روته الأم. تتأثر الصحة العاطفية للطفل وبالتالي للبالغ بالصحة العقلية للأم والتي تعتبر أكثر أهمية بمقدار الضعف من دخل العائلة. تمثّل أهمية اشتراك الأبوين ثلثي أهمية دخل العائلة، ويعتبر هذا الاشتراك متلازمًا جزئيًا بمعامل 0.1 أكثر أهمية من الأبوة العدوانية (سلبيًا) وبطالة الأب (سلبيًا) والصراع العائلي (سلبيًا) وفيما إذا كانت الأم تعمل عندما كان المشارك في التجربة في سنته الأولى من العمر.
لعمل الأم بعد ذلك تلازم بمقدار 0 مع الرخاء. بالنسبة للعوامل غير العائلية، يعتبر المكان الذي ذهب فيه الفرد للمدرسة الثانوية أكثر أهميةً بقليل من الخلفية العائلية المشاهدَة إجمالًا والتي تعتبر بدورها أكثر أهمية بقليل من المكان الذي ذهب فيه الفرد للمدرسة الابتدائية.

### بالنسبة للرخاء المؤثِّر (السعادة)
المحدِدات الرئيسية للرخاء المؤثِّر مرتبةً بحسب التلازم ومقدار التأثير هي:
1. مشعر الفساد (-0.54)
2. جودة الخدمة العامة (0.40)
3. مقدار الناتج المحلي لكل رأس (رغم وجود دليل على انحياز النشر) (0.39)
4. الحرية الاقتصادية (0.35)
5. انتهاكات حقوق الإنسان (-0.33)
6. الانتهاكات الاقتصادية والسياسية (-0.28)
7. الحياة المتوقعة عند الولادة (0.27)
8. البطالة (0.19)
9. الزواج (0.07)

استبعدَت من هذه القائمة المحدِدات الني تتلازم مع بعضها البعض بشكل كبير مثل الطرق البديلة لقياس الفساد.

## العوامل البيولوجية

### الجنس
خلال الأعوام الثلاثة والثلاثين الأخيرة، أدّى حدوث انخفاضٍ شديدٍ في سعادة النساء إلى اعتقاد الباحثين أن الرجال أكثر سعادة من النساء. بالمقابل، وجد استبيان مركز بيو البحثي أن النساء أكثر رضا عن حياتهنَّ من الرجال. بشكلٍ عامٍ، وجدت دراساتٌ أخرى عدم وجود فجوة بين الجنسين فيما يخص مستوى السعادة.
يمكن أن يُعزا جزءٌ من هذه النتائج للطريقة التي يختلف فيها الرجال عن النساء في حساب مقدار سعادتهم. تحسب النساء احترام الذات الإيجابي والقرب في علاقاتهن وتدينهن، بينما يحسب الرجال احترام الذات الإيجابي والنشاطات الترفيهية والتحكم بالعقل. بالتالي لا الرجال ولا النساء تحت خطرٍ أكبر لكونهم أقل سعادة من الآخر. في مراحل باكرة من الحياة، تكون النساء أكثر احتمالًا لتحقيق أهدافهنَّ من الرجال (الأهداف المادية وطموحات الحياة العائلية) ما يزيد رضاهن عن حياتهن وسعادتهن الكلية. بالمقابل، يحقق الرجال أهدافهم في مراحل متأخرة من الحياة ما يزيد من رضاهم عن حياتهم العائلية ووضعهم المالي وبالتالي تتجاوز سعادتهم سعادة النساء. تشمل التفسيرات المحتملة التقسيم غير المتساوي للعمل ضمن المنزل أو أن اختبار النساء أشد وأكثر تنوعًا للمشاعر لكنهم عمومًا أكثر سعادةً. تأثيرات الجنس على الرفاه متناقضة: فرغم أن الرجال يقولون بأنهم يشعرون بسعادةٍ أقل من النساء إلا أن النساء أكثر عرضة للاكتئاب.
أجرى سياماك خوداراهايمي دراسة على 200 بالغ شاب لتحديد دور كلٍ من الجنس والعمر على تركيبات علم النفس الإيجابي: الشجاعة النفسية والذكاء العاطفي والكفاءة الذاتية والسعادة، استجوب المشاركون من خلال اختبارات متنوعة. وجدت الدراسة أن ذكور العينة أظهروا معدلات أعلى بكثير للشجاعة النفسية والذكاء العاطفي والكفاءة الذاتية والسعادة منها لدى النساء بغض النظر عن العمر.

### المورثات
السعادة موروثة بشكلٍ جزيء. بناء على دارسة التوائم فإن 50% من مستوى سعادة شخص ما يكون محددًا وراثيًا و10% تتأثر بالظروف والمواقف الحياتية وال40% الباقية تتبع تحكم الفرد بذاته.
أجرى ديفيد ليكن وأوك تيليجان دراساتٍ لتحديد فيما إذا كان للمشاعر طبعٌ موروثٌ أم لا. وجدا أنه حتى 80% من الإحساس طويل الأمد بالرخاء يكون موروثًا. عائلاتنا أكثر أهميةً لحياتنا العاطفية النهائية كبالغين لأنها تزودنا بمواد وراثية تُحدد بشكلٍ كبيرٍ مسؤولياتنا العاطفية القاعدية للعالم. وبالتالي فإن التركيب المورثي أكثر أهميةً بكثير من جودة حياتنا العاطفية على المدى الطويل من سلوكنا المُتعلَّم أو جودة بيئة حياتنا في طفولتنا الأولى على الأقل بحسب ما وجده نموذجنا الاجتماعي الاقتصادي الحالي. تترك ال20% المتبقية نظريًا مكانًا للتغير المهم في الأفكار والسلوك من الموارد البيئية/ الُمتعلَّمة التي لا يجب فهمها، كما أن تفسير التنوع في الدراسات على التوائم مختلفٌ عليه حتى بين علماء النفس السريريين.
الفروقات الفردية في كلٍ من الرفاه الكلي –المُعرّف بشكلٍ فضفاض بواسطة التحكم بالذات- وفي مظاهر الرفاه تكون موروثةً. تدعم الأدلة الناتجة عن أحد الدراسات وجود 5 آليات وراثية مستقلة تكمن وراء مظاهر ريف فيما يخص هذه الميزة ما يؤدي لوجود تركيب وراثي للرفاه من حيث التحكم العام بالذات و4 آليات بيولوجية فرعية تُمكّن القدرات النفسية للغاية والوكالة والنمو والعلاقات الاجتماعية الإيجابية.

## عوامل شخصية

### العلاقة مع الاكتئاب وضعف الشخصية
وجدت دراسة أجراها كيز أن هناك تكاليف رئيسية للاكتئاب، والتي يعاني منها 14٪ من البالغين سنويًا: يُضعف الاكتئاب الأدوار الاجتماعية؛ ويكلّف مليارات الدولارات كل عام بسبب تغيب المرضى عن عملهم وتناقص الإنتاجية إلى جانب تكاليف الرعاية الصحية؛ أخيرًا، يمثل الاكتئاب ثلث حالات الانتحار على الأقل. لذلك، من المهم دراسة حالة الازدهار لمعرفة ما هو التصرف المناسب عند التعامل مع حالات مثل الاكتئاب، وكيف أن تداعيات التركيز على الإيجابية تجعل الحياة أفضل ليس فقط لشخص واحد، ولكن أيضًا للآخرين من حوله.
للازدهار جوانب إيجابية هامة تتضخّم عند مقارنتها بحالة البالغين وأيضًا عندما تقارن مع البالغين المصابين بالاكتئاب، كما أوضح كيز. على سبيل المثال، يعاني البالغون ضعفاء الشخصية من الكمية ذاتها من الأمراض المزمنة التي يعاني منها مرضى الاكتئاب، بينما يتمتع البالغون في حالة الازدهار بصحة بدنية أفضل بشكل استثنائي. يتغيّب البالغون عن أيام العمل مثل البالغين المصابين بالاكتئاب، وفي الواقع، فهم يترددون إلى الأطباء والمعالجين النفسيين أكثر من البالغين المكتئبين.

### النمو ما بعد الصدمة
نمو ما بعد الصدمة أو اكتشاف المنافع (بي تي جي) (بالإنجليزية: Posttraumatic growth) (PTG). هو نتيجة محتملة الحدوث بعد التعرض لصدمة ما، إلى جانب اضطراب ما بعد الصدمة أو اضطراب الكرب التالي للصدمة النفسية (بالإنجليزية: posttraumatic stress disorder) (PTSD). بعد التعرض لحدث صادم، على سبيل المثال الاغتصاب أو سفاح القربى أو الإصابة بالسرطان أو الاعتداء أو الصراع مع شخص ما، «فمن الطبيعي ظهور أعراض الاكتئاب والقلق الموهنة عند الشخص». ومع ذلك، فإن الشخص الذي تظهر عليه أعراض نمو ما بعد الصدمة، سيختبر هذه النتائج السلبية لفترة ثم تظهر عليه حالة الازدهار بشكل واضح وبنسبة أعلى مما كانت عليه قبل حدوث الصدمة. يؤكد مارتن سيلغمان، مؤسس علم النفس الإيجابي، على أن «الوصول إلى مستوى أعلى من الأداء النفسي الجيد عن ذي قبل» هو نقطة أساسية في حالة النمو ما بعد الصدمة. في حال كان الفرد يعاني بدلاً من ذلك من فترة اكتئاب ولكنه قد تعافى من آثار الحادثة وعاد إلى مستواه الطبيعي من الأداء النفسي، فستظهر عليه حالة من المرونة النفسية. هذا يشير إلى أنه في حالة (بي تي جي)، تعمل الصدمة كنقطة تحوّل للشخص لتحقيق المزيد من الازدهار له. يدرك سيلغمان «حقيقة أن الصدمة غالباً ما تمهد الطريق للنمو» وبالنظر إلى الأدوات المناسبة، يمكن للأفراد الاستفادة بشكل كبير من هذه الفرصة.
عند التفكير في نمو الصدمة، يقترح سيلغمان استخدام العناصر الخمسة التالية لتسهيل نمو الصدمة: فهم الاستجابة للصدمات، والتخفيف من القلق، واستخدام الكشف البنّاء، وابتكار وصف للصدمة النفسية، والتحدث بوضوح عن مبادئ الحياة ومواقفها الأكثر تحديًا. سيصل شخص ما بعد تجربة ما بعد الصدمة إلى عناصر من نظرية «الحياة الجيدة» التي وضعها سيلغمان، بما في ذلك تقييم الحياة بشكل أكثر جدوى وفائدة، وتحسين العلاقات الإيجابية، والإنجازات، والتمتع بعقلية أكثر تفاؤلاً وانفتاحًا وفقًا لنظرية التوسيع والبناء.

#### نمو ما بعد الصدمة من خلال الصحافة البنّاءة
تنطبق ظاهرة نمو ما بعد الصدمة على العديد من التخصصات. لا تعتبر البنية هامة فقط بالنسبة للجنود والمستجيبين لحالات الطوارئ والناجين من الأحداث المؤلمة، ولكن في العموم، تُعد هامة أيضًا بالنسبة للمواطنين العاديين الذين يواجهون محنة غير اعتيادية. تتمثل إحدى طرق تعريض المواطنين لقصص حالات ما بعد الصدمة في الصحافة البنّاءة. تعد الصحافة البناءة، كما حدّدتها الأستاذة كارين ماكنتاير من جامعة نورث كارولينا تشابل هيل، بمثابة «أسلوب جديد ناشئ ضمن مضمار الصحافة، حيث تُطبّق تقنيات علم النفس الإيجابي على العمل الإخباري بهدف إشراك القرّاء من خلال خلق قصص إخبارية هادفة أكثر، بينما تستمر مراعاة الوظائف الصحفية الأساسية». أثبتت كاثرين جيلدينستد، وهي مراسلة ذات خبرة طويلة حاصلة على ماجستير في علم النفس الإيجابي التطبيقي ومؤلفة لكتابين، أن التقارير الإخبارية النموذجية، المرتبطة بالتكافؤ السلبي، تضر بالمزاج. إن استخدام (بي جي تي) للتركيز على نقاط قوة الضحايا وحالات التغلب على الشدائد يُشجّع القرّاء على تطبيقهم لأساليب وحلول مماثلة في حياتهم. «لذا فإن هدف علم النفس الإيجابي في نظرية الرخاء هذه هو قياس وبناء الازدهار البشري». يمكن أن يخلق دمج بنيات علم النفس الإيجابي مثل (بي جي تي) وعناصر الحياة الجيدة (بيرما)، و«التوسيع والبناء» مع الصحافة تأثيراتٍ جيدة على الأفراد ويرشدهم إلى فوائد علم النفس الإيجابي.
لا تلعب عناصر بيرما دورًا في حياتنا الشخصية فحسب، بل يمكن استخدامها أيضًا في الأخبار الرئيسية العامة. باستخدام هذا النموذج، يمكن للصحفيين التركيز بدلاً من ذلك على إيجابيات القصة وطرح أسئلة حول كيف أن النزاعات أو حتى المآسي قد جمعت الناس مع بعضهم، أو كيف عانى شخص ما من نمو ما بعد الصدمة، بالإضافة إلى أشياء متعددة أخرى مثل طرح قصص الأخبار ثم تحويل المنظور العام حول الضحية إلى اعتبارها كشخص ناجِ. يشق علم النفس الإيجابي طريقه ببطء ولكن بخطوات ثابتة من خلال نشر الأخبار عبر الصحافة البناءة. تساعد عناصر بيرما الصحفيين على طرح الأسئلة الصحيحة لمواصلة هذا التقدم من خلال التركيز على الإيجابيات والحلول المتعلقة بقصة مؤلمة وسلبية.

### الذخيرة السلوكية
تقترح نظرية التوسيع والبناء للمشاعر الإيجابية أن وجود المشاعر الإيجابية (مثل السعادة والاهتمام والحدس) يعمل على زيادة وعي الفرد وتشجيع أفكاره وتصرفاته الجديدة والمتنوعة والاستكشافية. مع مرور الوقت، تبني هذه الذخيرة السلوكية الموسعة المهارات والموارد وتعززها. على سبيل المثال، يتطور شعور الفضول حول رؤية المناظر الطبيعية إلى معرفة ملاحية قيّمة. أيضًا، تتطور اللقاءات الممتعة مع شخص غريب إلى صداقة قوية؛ تتطور الرياضة البدنية العادية والخالية من التنظيم إلى سلوك بدني منتظم. تتناقض المشاعر الإيجابية مع المشاعر السلبية، والتي تحرّض السلوكيات الموجهة نحو النجاة والبقاء على قيد الحياة. على سبيل المثال، تؤدي مشاعر القلق السلبية إلى ظهور استجابة محددة وهي استجابة الكَرّ والفَرّ من أجل النجاة بأسرع طريقة ممكنة.

### الإعلاء
بعد سنوات عديدة من البحث حول شعور الاشمئزاز، درس جوناثان هايدت وآخرون نقيض هذا الشعور؛ ثم صيغ مصطلح «الإعلاء». وهو شعور أخلاقي لطيف، يُحَرَّض من خلال رؤية أعمال جيدة من الخير الأخلاقي، ويؤدي إلى الرغبة في التصرف بشكل أخلاقي والقيام «بالخير». باعتباره شعورًا ذا أساس بيولوجي، فإنه يتميز في بعض الأحيان بظهور مشاعر انشراح الصدر أو الإحساس بالوخز على الجلد.

### الزمن والسعادة
يقترح فيليب زيمباردو أننا قد نحلل شعور السعادة من منظور «زمني». وهو يفترض تصنيف تركيز الأفراد بحسب التكافؤ (الإيجابي منه والسلبي) وأيضَا بحسب منظورهم الزمني (توجهاتهم حول الماضي والحاضر والمستقبل). بهذه الطريقة، يمكن الكشف عن الصعوبات التي يواجهها الأفراد، ليس في حال كان سلوك ما يجعلهم يشعرون بالمتعة، بل في حال فضّل أحد الأفراد المخاطرة بتأخير شعور البهجة هذا. يعتقد زيمباردو أيضَا أن هذا البحث يكشف عن التوازن الأمثل بين وجهات النظر المختلفة حول مفهوم الحياة الرغيدة؛ ويعلق قائلَا، يجب أن يكون تركيزنا عاليًا حول العيش ضمن مفاهيم الحياة الإيجابية للماضي، إلى جانب المدة التي قضيناها بالاعتقاد بوجود مستقبل إيجابي، ونهايةً قضاء وقت كافٍ (وليس لفترة طويلة) بالاستمتاع بالحاضر الذي نعيشه الآن.